# Provincia di Makamba
La provincia di Makamba è una delle 18 province del Burundi con 430 899 abitanti (censimento 2008). È la provincia più meridionale dello Stato.
Prende il nome dal suo capoluogo Makamba.

## Geografia antropica

### Suddivisioni amministrative
La provincia è suddivisa in sei comuni:
- Kayogoro
- Kibago
- Mabanda
- Makamba
- Nyanza-Lac
- Vugizo

## Codici
- Codice HASC: BI.MA
- Codice ISO 3166-2: MA
- Codice FIPS PUB 10-4: BY17